# Loxogramme cuspidata
Loxogramme cuspidata är en stensöteväxtart som först beskrevs av Friedrich Albert von Zenker, och fick sitt nu gällande namn av Michael Greene Price. Loxogramme cuspidata ingår i släktet Loxogramme och familjen Polypodiaceae. Inga underarter finns listade.